# Vogia amplivitta
Vogia amplivitta là một loài bướm đêm trong họ Noctuidae.